# 입실역
입실역은 경상북도 경주시 외동읍 입실1리에 위치한 동해선의 역이다.현재는 동해선이 이설하면서 외동역으로 옮겨졌다.

## 역사
- 1920년 3월 10일 : 역사 신축 준공
- 1921년 10월 25일 : 보통역으로 영업 개시
- 1936년 12월 1일 : 역사 신축 준공
- 1967년 10월 15일 : 구내 확장 준공
- 1994년 1월 11일 : 화물 취급 중지
- 2008년 12월 1일 : 여객 취급 중지
- 2013년 11월 7일 : 부산진 기점 90.7km로 변경[1]
- 2015년 7월 20일 : 무배치간이역으로 격하[2]
- 2016년 4월 29일 : 부산진 기점 90.0km로 변경[3]
- 2021년 8월 26일 : 부산진 기점 89.1km 로 변경[4]

- 2021년 12월 28일 : 동해선 복선전철 개통으로 외동역으로 기능을 이전하면서 폐역

## 같이 보기
- 외동역